# Is this love? (MONKEY MAJIKの曲)
「Is this love?」（イズ ディス ラブ）は、2017年4月5日にbinyl recordsより発売されたMONKEY MAJIKの23枚目のシングルである。

## 概要
アニメ『CYBORG009 CALL OF JUSTICE』主題歌の「A.I. am Human」に続く同作とのタイアップシングルで、前作同様CD+DVD盤にはオリジナルMVとコラボMVが収録され、ジャケットはコラボを意識した書き下ろしとなっている。

## 収録曲
1. Is this love?
『CYBORG009 CALL OF JUSTICE』エンディングテーマ
2. Is this love? -english ver-
3. Is this love? -instrumental-